# Reinosa
Reinosa est une commune d’Espagne, dans la communauté autonome de Cantabrie, et le chef-lieu de la comarque de Campoo.
Elle est arrosée par les fleuves de l'Èbre et de l'Híjar, et c'est la localité la plus froide de Cantabrie. Géographiquement, cette municipalité est entièrement enclavée dans la municipalité de Campoo de Enmedio.

## Sports

### Arrivées duTour d'Espagne
- 2007 :  Óscar Freire